# Paul Eugène Gorge

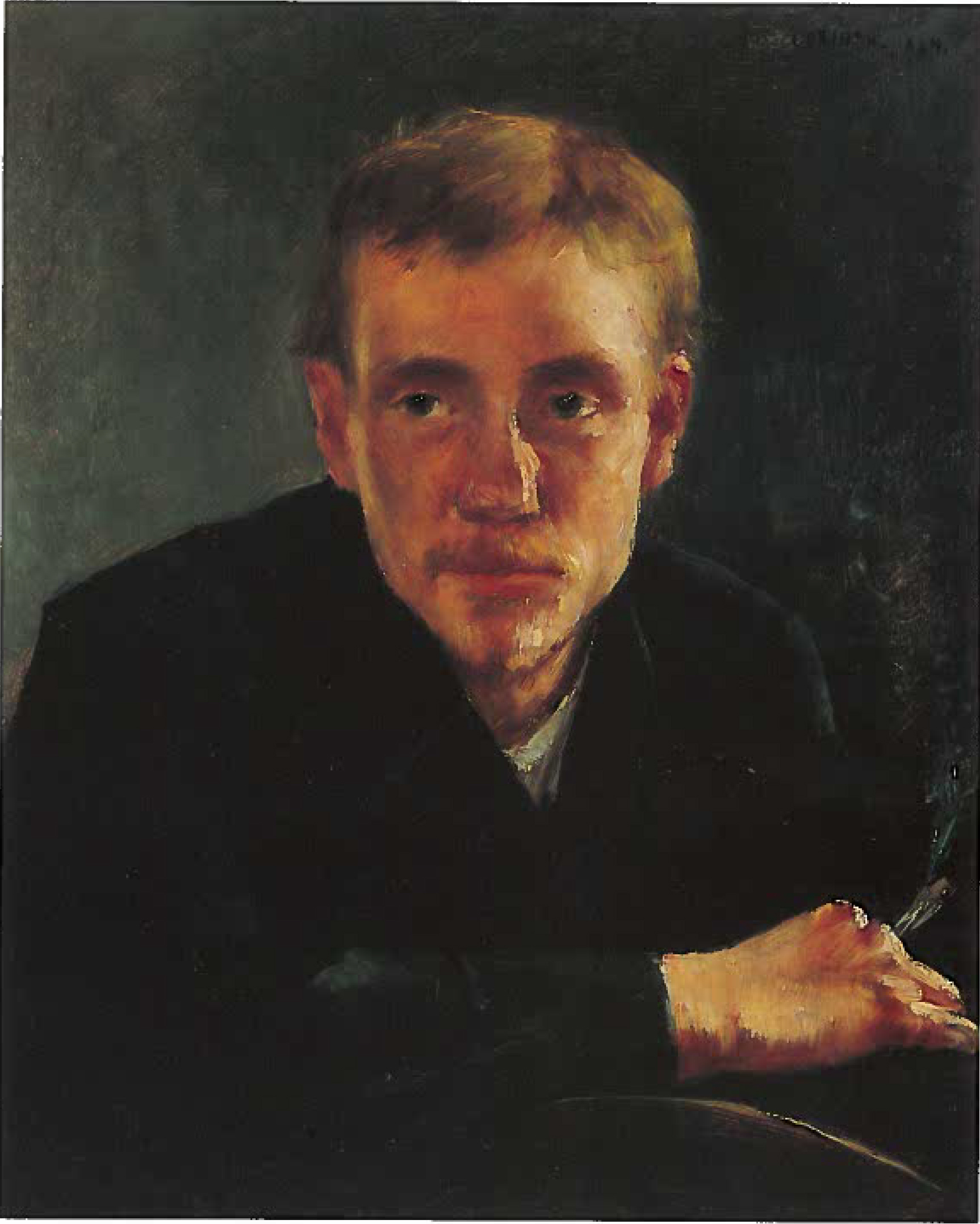
Lovis Corinth: Porträt des Malers Paul Eugène Gorge (1884)

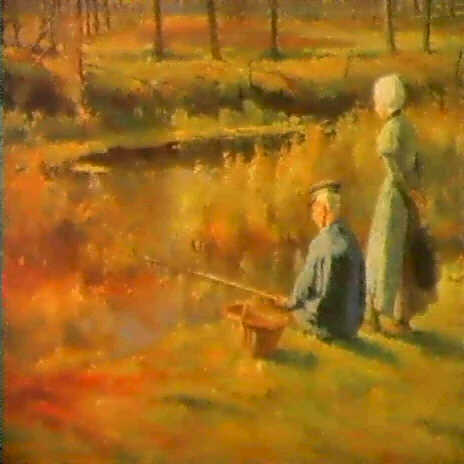
Paul Eugène Gorge: De visser

Paul Eugène Gorge (* 23. März 1856 in Antwerpen; †  14. November 1941 in Berchem (Antwerpen)) war ein belgischer Maler.

## Leben
Gorge wurde an der Koninklijke Academie voor Schone Kunsten van Antwerpen ausgebildet. Er malte Genrebilder, Interieurs und Landschaften. Gorge wurde kurz nach deren Gründung 1883 Mitglied und Schatzmeister der flämischen Künstlervereinigung Als ik Kan, deren Mitglieder, mit Ausnahme von Henry van de Velde, in ihrer traditionellen Malweise nur eine lokale Bedeutung gewinnen konnten. Davon setzten sich Maler wie Emile Claus, James Ensor und George Minne in der 1905 gegründeten Gruppe Kunst van Heden ab. Gorge blieb zeit seines Lebens in Antwerpen. Er hatte einige wenige Ausstellungsbeteiligungen um die Jahrhundertwende und ist in den Museen und auf dem Kunstmarkt nur wenig präsent.
Der deutsche Maler Lovis Corinth ging 1884 für seine Ausbildung nach Antwerpen an die Kunstakademie und wurde in Gorges Atelier und Haushalt freundlich aufgenommen. Gorge machte ihn auch mit Antwerpener Künstlern bekannt, aber Corinth habe sich schnell gelangweilt und zog schon nach drei Monaten weiter nach Paris. Die Freundschaft zu Gorge blieb erhalten, und Corinth porträtierte Gorge auch später noch mehrfach.

## Ausstellungsbeteiligungen
- 1892, Gent, Casino, Driejaarlijks Salon
- 1905, Antwerpen, Galerie Buyle, 50. Salon Als ik Kan: Ochtendzon
- 1909, Gent, Salon 1909: Duiventil in de winter
- 1911, Driejaarlijks Salon

## Museen
- Antwerpen, Kon. Museum voor Schone Kunsten: In de bakkerij